# Modern UI
Modern UI（モダン・ユーアイ）は、マイクロソフトが開発したユーザインタフェース (UI) である。Windows PhoneやWindows 8などで採用され、以来マイクロソフト製品の多くで実装された。

## 特徴
以前のWindowsに採用されていたLunaあるいはWindows AeroやPortable Media Centerとは異なり、ビビッドな単色基調とした、大きなフォントと読みやすさに重点をおいたフラットデザインである。簡潔なタイポグラフィに焦点をあわせられ、Modern（モダン）と称している。Windows Phone や Windows 8 のスタート画面などでは、一目で情報が手に入れられるよう、「ライブタイル」と呼ばれるアプリケーションのタイルの中に、ニュースやメッセージなどの文字も表示されるようになっている。別の項目へ移動する場合は横スクロールを行うことや、タイルの四隅などに見られるように直線的なデザインになっていることも特徴といえる。
フォントはAgfa Monotypeのスティーヴ・マテスンが開発した Segoeベースのものが使われている。カスタムバージョンとしてZune向けのZegoe UI、Windows Phone向けのSegoe WPなど多くの種類が作成されている。

## 経緯

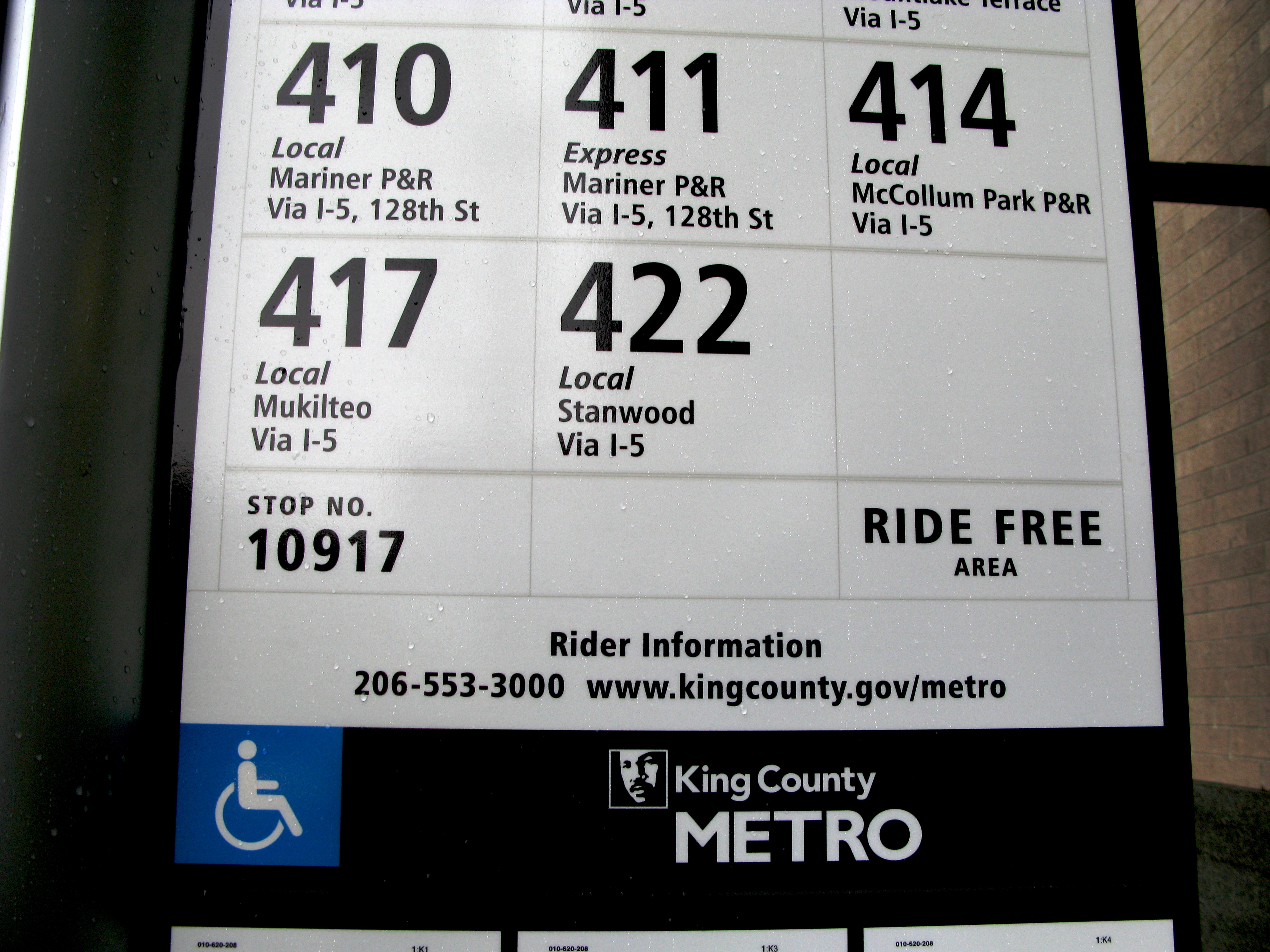
Modern UI の基調の1つとなった King County Metro の標識デザイン

2010年に開催されたWindows Phone 7発表イベントと同時に、スイスのクラシカルなデザインや、ロンドンの地下鉄の標識などを基調として、コードネーム "Metro UI" として発表されたものが最初である。だが、この発表の前にも文章を基調としたデザインの傾向は、Windows XP Media Center editionに搭載されたWindows Media Centerからも垣間見られ、2006年に発売されたZuneのインタフェースもほぼ同じものとなっている。現在は様々なマイクロソフト製品に採用され、最新版のWindows Live MessengerやLive Mesh、Microsoft Office、Outlook.comなどにも影響が確認される。2012年には25年ぶりにModern UIをベースとした社名ロゴへの変更も行われた。同年発表されたWindows 8により、マイクロソフト製品の主軸であるデスクトップ向けオペレーティングシステムにも使用されはじめ、マイクロソフトのスタンダードなUIとなりつつある。

### MetroからModernに
2012年8月より、"Metro" という名称が突然使われなくなった。マイクロソフトのパートナー企業であるドイツの小売大手Metro AGに、商標権侵犯により訴訟すると言われたのではないかと推測されている。マイクロソフトとしては、Metroは元々社内のコードネームであり、商用のブランド名ではないとして、変更を予定していたとされている。未だに新名称の正式発表はされておらず、一時は「Windows 8 スタイル」や「Modern スタイル」など、様々な名称が使用されていた。Windows 8の公式ブログ「Building Windows 8」で「Modern UI」と書かれていたことから、現在は主にこの名前が使用されている。
なお、まだMetro UIが正式名称だったWindows 8の初期ビルド (Build 7850) では、Modern UIを採用したPDF アプリ「Modern」が搭載されていた。